# Baworn Tapla
Baworn Tapla (Thai: บวร ตาปลา; * 20. Februar 1988 in Phayao), auch Worn (Thai: วร) genannt, ist ein thailändischer Fußballspieler.

## Karriere
Seine Karriere begann in der dritten Liga beim North Bangkok University FC. Hier stand er von 2009 bis 2011 28 Mal auf dem Spielfeld. 2013 wechselte er zum damaligen Zweitligisten Trat FC. Von 2012 bis 2013 absolvierte er 51 Spiele. 2014 wechselte er nach Chonburi zum Erstligisten Chonburi FC. Nach nur einem Jahr ging er zum Ligakonkurrenten Suphanburi FC nach Suphanburi. Wiederum ein Jahr später wechselte er zum Super Power Samut Prakan FC. Für Super Power stand er 15-mal auf dem Platz. 2017 schloss er sich dem Navy FC, einem Verein aus Sattahip an. 26-mal stand er für die Navy auf dem Spielfeld. Die Saison 2018 stand er in Sukhothai beim Sukhothai FC unter Vertrag. Für Sukhothai stand er 28-mal in der ersten Liga auf dem Spielfeld. 2019 unterschrieb er einen Vertrag beim Ligakonkurrenten Samut Prakan City FC in Samut Prakan. Für SPC spielte er 18-mal in der ersten Liga. 2020 wechselte er zum Zweitligisten Chiangmai United FC nach Chiangmai. Im März 2021 feierte er mit Chiangmai die Vizemeisterschaft und den Aufstieg in die erste Liga. Nach einer Saison in der ersten Liga musste er mit Chiangmai nach der Saison 2021/22 wieder in die zweite Liga absteigen. Nach dem Abstieg verließ er Chiangmai und schloss sich dem Erstligaaufsteiger Lamphun Warriors FC an. Am 31. Mai 2025 stand er mit den Warriors im Finale des Thai League Cup. Hier traf man im BG Stadium auf Buriram United. Am Ende musste man sich mit 2:0 geschlagen geben.

## Erfolge
Chiangmai United FC
- Thailändischer Zweitligavizemeister: 2020/21  ▲

Lamphun Warriors FC
- Thailändischer Ligapokalfinalist: 2024/25